# James Pollard

Omnibus di Kidd fuori dall'Angel Inn, Brentford, c. 1840.

James Pollard (Islington, 1792 – Chelsea, 1867) è stato un pittore britannico noto per il suo "carro postale", le cacce alla volpe e le scene equine.

## Biografia
Pollard nacque a Baynes Spa Fields (in seguito ribattezzata Exmouth Street) a Islington a Londra, figlio del pittore ed editore Robert Pollard (1755–1838).
Tra il 1821 e il 1839 espose alla Royal Academy e alla British Institution nel 1824 e nel 1844. Durante la sua carriera lavorò con John Frederick Herring Sr. su diversi dipinti di corse di cavalli in cui dipinse gli sfondi e gli spettatori mentre Herring dipingeva i cavalli.
Molte delle sue composizioni furono pubblicate come acquatinte, anche se, a differenza di suo padre, incise lui stesso solo alcune tavole.
James Pollard morì a Chelsea nel 1867.